# Turanovac
Turanovac är en ort i Kroatien.   Den ligger i länet Virovitica-Podravinas län, i den nordöstra delen av landet, 110 km öster om huvudstaden Zagreb. Turanovac ligger 108 meter över havet och antalet invånare är 829.
Terrängen runt Turanovac är platt. Runt Turanovac är det ganska tätbefolkat, med 65 invånare per kvadratkilometer. Närmaste större samhälle är Virovitica, 6,9 km söder om Turanovac. Trakten runt Turanovac består till största delen av jordbruksmark.